# Johannes Renken
Johannes Renken (* 6. Mai 1894 in Insel bei Soltau; † 10. Oktober 1988 ebenda) war ein deutscher Politiker (CSVD, CDU). Er gehörte von 1930 bis 1932 für den CSVD dem Reichstag und von 1946 bis 1951 für die CDU dem niedersächsischen Landtag an.

## Leben und Wirken
Renken wuchs als Sohn eines freien Landwirtes auf. Ausgebildet wurde er an der Volksschule in Insel sowie an der Landwirtschaftsschule in Soltau. Später besuchte er ein Missionsseminar in Hermannsburg im Kreis Celle. Von 1914 bis 1918 nahm er am Ersten Weltkrieg teil, in dem mit dem Schützenregiment Nr. 108 in Dresden an der Westfront kämpfte. 
Nach dem Krieg kehrte Renken in die Landwirtschaft zurück. 1922 übernahm er den elterlichen Hof in Insel im Kreis Soltau. 1923 wurde er Gemeindevorsteher und Vertreter der Bodenverbesserungsgenossenschaft Insel, 1929 Mitglied des Gemeindeausschusses und Kreistagsmitglied. Ferner wurde er Vorsitzender der Aufsichtsräte der Landwirtschaftlichen Bezugs- und Absatzgenossenschaft Schneverdingen, der Molkereigenossenschaft Schneverdingen und der Spar- und Darlehnskasse Schneverdingen.
Bei der Reichstagswahl vom September 1930 zog Renken auf dem Reichswahlvorschlag des Christlich-Sozialen Volksdienstes (CSVD) in den Reichstag der Weimarer Republik ein, aus dem er nach der Wahl im Juli 1932 wieder ausschied. Seine Kandidatur wurde im Besonderen von den landeskirchlichen Gemeinschaften der hannoverschen Wahlkreise befürwortet. Dem Spiegel zufolge tat Renken sich in seiner Heimatgemeinde Insel als „unerschütterlicher Warner vor den Nazis“ hervor. Während der NS-Zeit sah sich Renken infolgedessen anhaltender Gängelung und Repression ausgesetzt. Der Kreisbauernführer Hermann Lütjens attestierte Renken bereits 1933 „Eignung für ein Konzentrationslager“ und betrieb systematisch seine Vertreibung aus Insel. 1939 wurde Renken für „nicht bauernfähig“ erklärt und musste seinen Hof, den 139 Hektar großen Helkenhof, verkaufen. Von 1939 bis 1940 nahm Renken am Zweiten Weltkrieg teil. 
Nach dem Zweiten Weltkrieg trat Renken in die CDU ein und gehörte für diese Partei von 1946 bis 1951 dem Landtag von Niedersachsen an. Von seinem alten Besitz, der in 39 Teile zerstückelt worden war, konnte er lediglich den 56 Hektar großen Resthof zurückkaufen. Das Oberlandesgericht Celle ermahnte Renken, endlich „einzusehen, daß er den Hof nicht durch NS-Verfolgungsmaßnahmen, sondern aus tatsächlichen Gründen“ verloren habe. Als Reaktion auf die Hofierung seines alten Feindes Lütjens, des ehemaligen Kreisbauernführers, durch den Bundestagsabgeordneten Hans-Christoph Seebohm (damals noch DP) verließ Renken die von ihm in Soltau mitbegründete CDU.